# Aleksander Józef Załuski
Aleksander Józef Załuski herbu Junosza (ur. 1652, zm. 1 stycznia 1727) – marszałek Trybunału Głównego Koronnego w 1690 roku, wojewoda rawski.

## Życiorys
Aleksander Józef Załuski pochodził z senatorskiej, ale niezbyt zamożnej rodziny. Jego ojcem był Aleksander Załuski, wojewoda rawski, a matką Katarzyna z Olszowskich, siostra prymasa Andrzeja Olszowskiego.
Aleksander Józef został po ojcu kasztelanem rawskim w 1676 r., a następnie, także po ojcu, przejął urząd wojewody rawskiego (1693).
Jego pierwszą żoną była Teresa Witowska córka Stanisława Witowskiego, kasztelanka sandomierska (zm. 1693). Z tego związku doczekał się syna Andrzeja, biskupa krakowskiego, dzięki temu małżeństwu wszedł w posiadanie klucza jedlińskiego, który był dość znacznym majątkiem. Swoją rezydencję utworzył w Jedlance; odnowił kościół w Jedlińsku.
Z drugą żoną, Teresą Potkańską, starościanką inowrocławską, pozostawili trzech synów: Marcin jezuita i biskup pomocniczy płocki, Jakub starosta sulejowski i Józef Andrzej biskup kijowski oraz trzy córki: Wiktorię, która wstąpiła do Wizytek w Warszawie, Ludwikę, zamężną za Janem Stanisławem Ossolińskim, kasztelanem gostyńskim oraz Aleksandrę.
Najmłodsze z dzieci, Józef Andrzej, urodził się w 1702 r., jednak w tym samym roku zmarła ich matka. Początkowo Aleksander Załuski osobiście wychowywał dzieci, z czasem jednak coraz bardziej pogarszał się jego stan zdrowia. Wychowaniem dzieci zajęli się jego bracia, najpierw Marcin, biskup pomocniczy płocki, a potem Andrzej Chryzostom, biskup warmiński, na którego dworze w Lidzbarku dzieci dorastały oraz Ludwik Bartłomiej, biskup płocki.
Po zerwanym sejmie konwokacyjnym 1696 r. przystąpił 28 września 1696 r. do konfederacji generalnej. 5 lipca 1697 r. podpisał w Warszawie obwieszczenie do poparcia wolnej elekcji, które zwoływało szlachtę na zjazd w obronie naruszonych praw Rzeczypospolitej. Jako senator brał udział w sejmach: 1696 i 1697 (I). Był uczestnikiem Walnej Rady Warszawskiej 1710 r.
Sam Aleksander Józef popadł w dewocję, w 1720 r. zrzekł się województwa rawskiego i prowadził życie pustelnicze do śmierci w 1727 r.